# Grapperhausen
Grapperhausen ist ein Ortsteil der Gemeinde Neuenkirchen-Vörden im niedersächsischen Landkreis Vechta. 

## Geografie und Verkehrsanbindung
Der Ort liegt nordöstlich von Neuenkirchen-Vörden an der Kreisstraße 276. Östlich verläuft die Bundesautobahn 1 und liegen die Dammer Berge. Im Ort hat der Möllwiesenbach seine Quelle. Er speist den zum Hase-Einzugsgebiet gehörenden Seitenkanal Wrau.